# JFK Reloaded
JFK Reloaded ist ein Ego-Shooter des schottischen Spieleentwicklers Traffic Games. Spielinhalt ist die möglichst detailgetreue Rekonstruktion des Attentates auf John F. Kennedy am 22. November 1963. Dabei spielen Zeitpunkt und Einschussstelle der drei Schüsse eine Rolle in der Punktevergabe. Je realistischer und historisch korrekter die Schüsse fallen, desto höher ist der Endpunktestand.
Das Spiel ist nur per Download erhältlich und kostete bei der ersten Veröffentlichung am 21. November 2004 9,99 US$. In der Spielversion 1.0 gab es die Spieloption „Competition Run“, mit der der Hersteller Spielverläufe und Highscores für einen Wettbewerb aufzeichnete. Der Sieger dieses Wettbewerbs, der Franzose Stephane Krupa, erhielt einen Preis in Höhe von 10.712 US$. In der Version 1.1 entfiel dieser Punkt, zudem wurde der Preis auf 4,99 $ reduziert.

## Spielprinzip
Der Spieler nimmt die Rolle von Lee Harvey Oswald ein und befindet sich mit einem Scharfschützengewehr bewaffnet an einem Fenster im Texas School Book Depository in Dallas. Der Spieler kann im Gegensatz zu anderen Ego-Shootern die Position seiner Figur nicht verändern. Auf den dem echten Dallas nachempfundenen Straßen nimmt die Wagenkolonne des Präsidenten einen vorprogrammierten Weg, der nach der tatsächlichen Fahrtroute modelliert ist. Der Spieler hat die Aufgabe, mit dem Scharfschützengewehr drei Schüsse abzugeben, die dem historischen Ablauf möglichst nahekommen sollen. Sobald ein Timer abgelaufen ist oder die Wagenkolonne die Eisenbahnbrücke über die Elm Street passiert hat, endet das eigentliche Spiel und die Auswertung beginnt.
In der Auswertung kann der Spieler zunächst eine Wiederholung des Geschehens betrachten und dabei vor- und zurückspulen sowie die Kameraperspektiven frei wählen. Im zweiten Teil der Auswertung wird ein frei drehbares Modell der Präsidentenlimousine und ihrer Insassen gezeigt; in dieses Modell werden die Flugbahnen der Geschosse eingeblendet und zudem deren Wirkungen aufgezählt. Im dritten Teil der Auswertung erfolgt eine Bewertung des vom Spieler verübten Attentats nach Punkten. Dabei spielen für jeden der drei Schüsse der korrekte Zeitpunkt des Abfeuerns und die Einschlagspunkte eine Rolle. Ebenso ist es wichtig, dass das Attentat den richtigen Ausgang nimmt und John F. Kennedy getötet wird, während John Connally, Gouverneur von Texas, nur verletzt wird und die beiden Ehefrauen, Jacqueline Kennedy und Nellie Connally, unverletzt bleiben. Abweichungen hiervon werden mit Minuspunkten bestraft, ebenso wie das Abfeuern weiterer Kugeln.
Für eine perfekte Nachahmung des Attentates können 1000 Punkte erreicht werden. Der derzeitige Weltrekord von Stephane Krupa liegt bei 782 Punkten.
Die Fahrtwege der Fahrzeuge können indirekt durch Schüsse auf die jeweiligen Fahrer beeinflusst werden, da diese manchmal auf Beschuss mit spontaner Beschleunigung reagierten oder durch Treffer fahrunfähig wurden. Auf diese Weise ist es auch möglich, dass die Fahrzeuginsassen bei einem Autounfall umkommen, was aber wie erwähnt durch Punktverlust bestraft wird.
Es existieren einzelne Modifikationen des Spiels, die beispielsweise eine Menschenmenge am Straßenrand hinzufügen, die Waffe des Spielers modifizieren, andere Positionen für den Spieler wie z. B. den Grassy Knoll erlauben oder das Kennedy-Modell mit einem Skin von George W. Bush versehen.

## Kontroversen
Nicht nur der Inhalt des Spiels, sondern auch der Fakt, dass es am 41. Todestags JFKs veröffentlicht wurde, sorgte weltweit für viele Kontroversen.
David Smith, Sprecher von Senator Edward Kennedy, nannte das Spiel „verabscheuungswürdig“.
Kirk Ewing, der Managing-Direktor von Traffic Games nannte das Spiel jedoch „gewissermaßen eine Rekonstruktion des Ereignisses mit Hilfe der Videospiel-Technologie“. Zudem, so berichtete etwa die GameStar, glaube Ewing „nicht an Verschwörungstheorien und will mit dem Doku-Spiel beweisen, dass Oswald allein für die Ermordung Kennedys verantwortlich war.“ Weiter wurde in einer AP-Meldung zum Spiel berichtet, „Ewing solle die junge Generation an‚ diese faszinierende Epoche der amerikanischen Geschichte heranführen‘ und Verschwörungstheorien zur Ermordung Kennedys widerlegen.“ In einem Beitrag erschienen bei Spiegel Online bezeichnete der Journalist Frank Patalong das Spiel als „zynisch“ und sprach von einem „kalkulierte[n] Skandal“.